# مقاطعة آقداش
مقاطعة آقداش قالب:آذر هي إحدى مقاطعات أذربيجان. يقدر عدد سكانها بـ 98,600 نسمة ومساحتها 1,050 كم2 .